# Jonagold

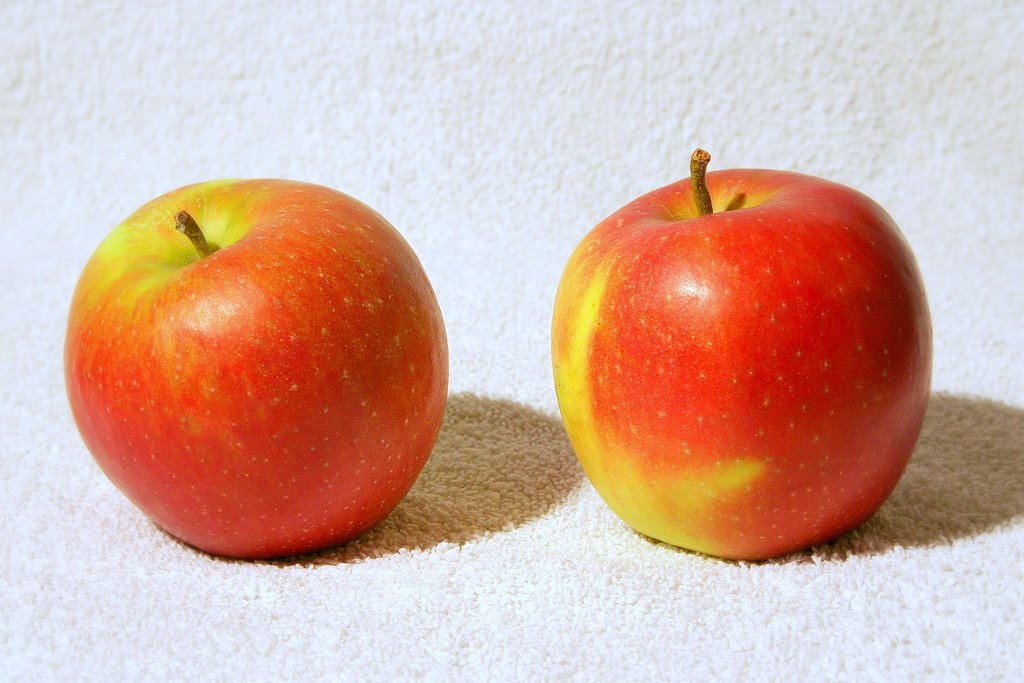
Pommes Jonagold.

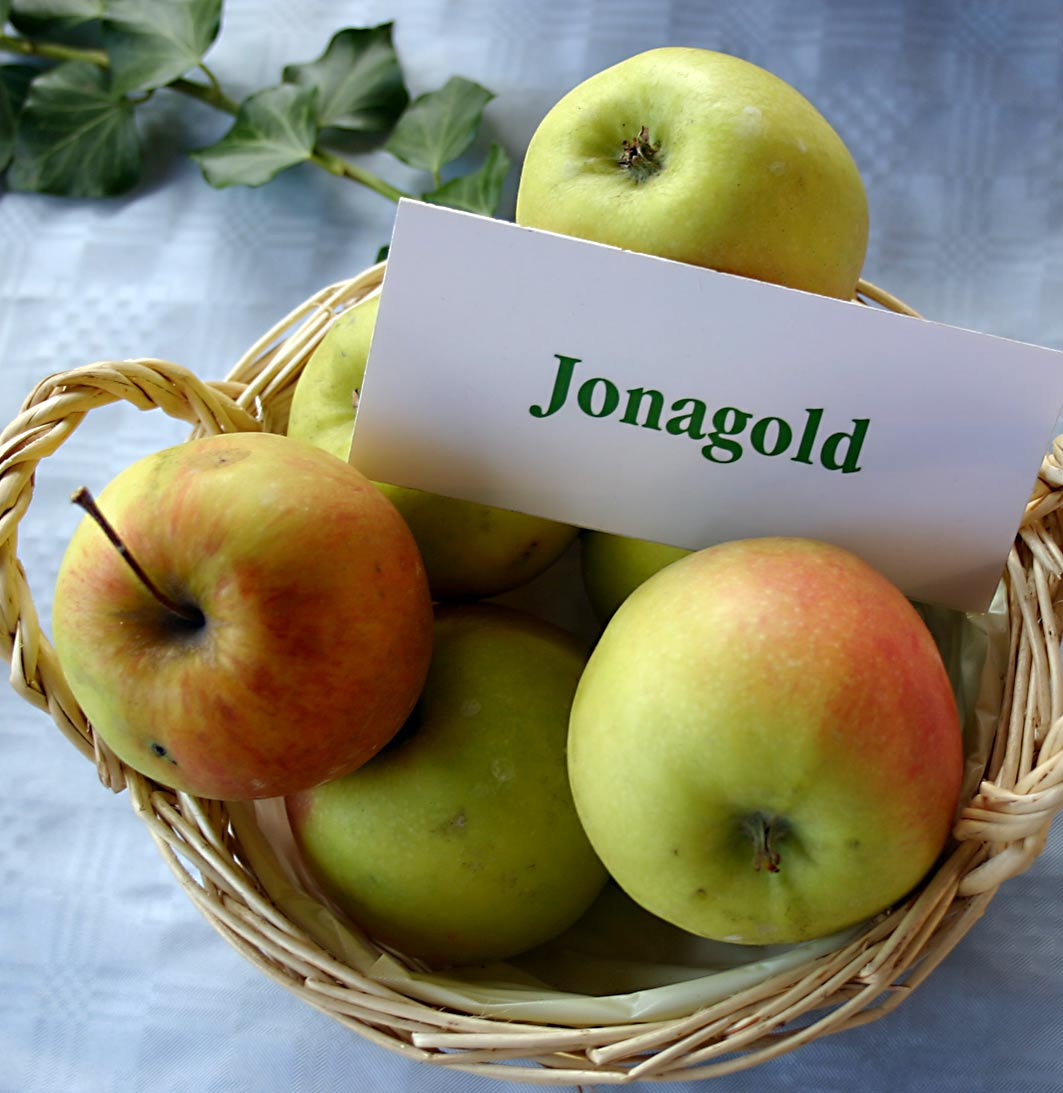
Exposition de Jonagold.

Jonagold est le nom d'un cultivar de pommier, Malus pumila 'Jonagold'.

## Origine
Le fruit a été créé aux États-Unis en 1953 à Geneva, dans l'état de New York, par la station expérimentale d'agriculture et sciences de la vie de l'université de Cornell ((en) :  New York State Agricultural Experiment Station of Cornell University's College of Agriculture and Life Sciences). C'est un croisement entre la croquante Golden Delicious et la Jonathan, rouge-cramoisi.
La Jonagored, une mutation de Jonagold, a été protégée par un brevet des États-Unis (Patent PP05937), aujourd'hui expiré.

### Parenté
Mutants :
- Rubinstar : coloration plus rouge de l'épiderme.

Descendants :
- Shinano Sweet, croisement de Fuji x Jonagold.

## Description
C'est une pomme calvilliforme, triploïde, à peau moyennement fine, grosse et parfumée. Sa chair est mi-ferme, la peau est très rouge avec des taches vertes proches de la tige. La chair est jaune crème avec une texture cassante et une saveur exceptionnelle. Cette pomme juteuse a un goût sucré et légèrement acidulé, très agréable.
La couleur de la peau peut parfois virer au rouge (voire rouge cramoisi) ou au vert total. Le fruit est gros, jaune strié rouge, la variété est souvent recommandée pour l'horticulture, même si elle est signalée sensible à l'oïdium.

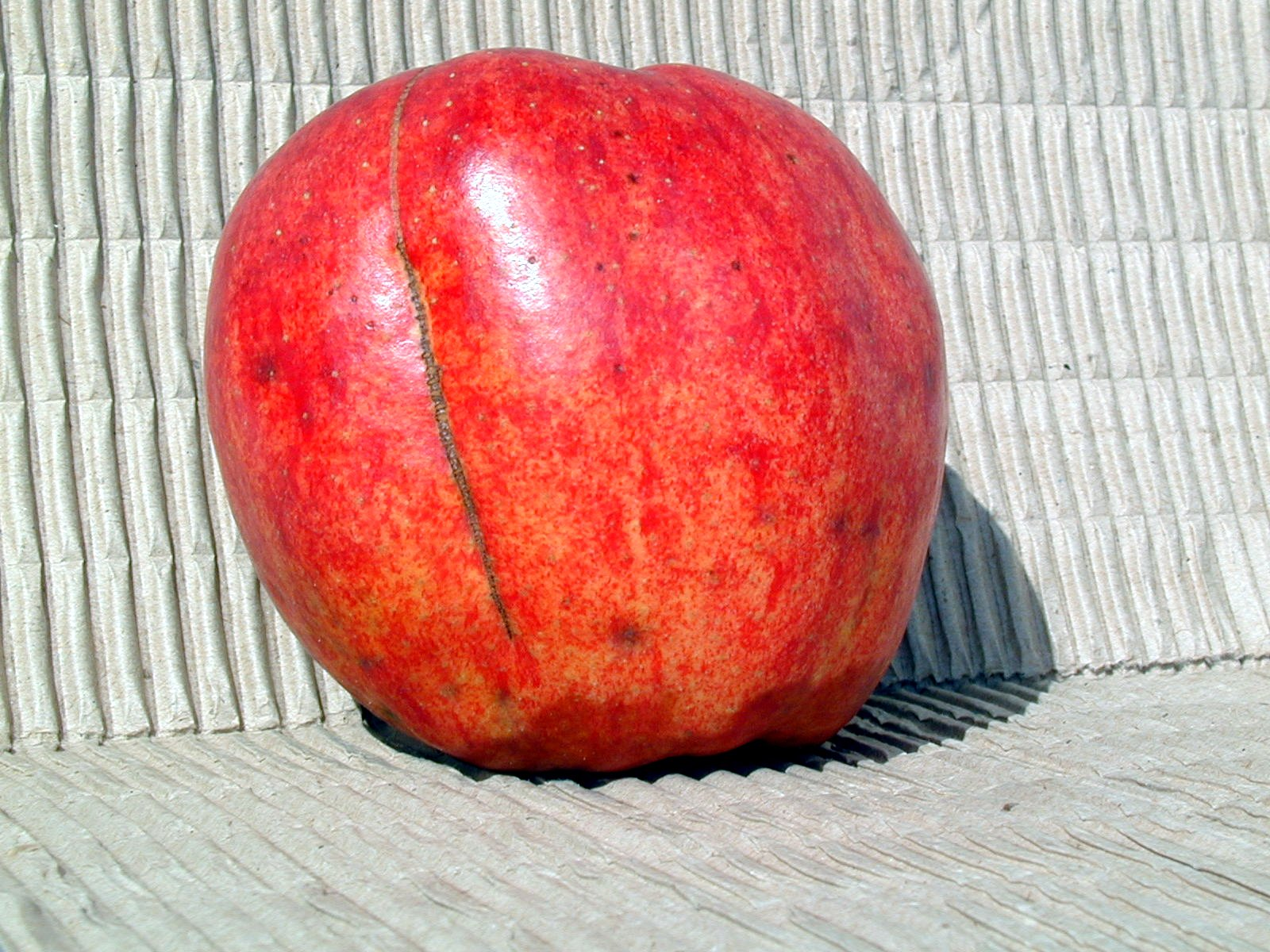
La couleur peut virer au rouge cramoisi.

En raison de leur grande taille, les pommes sont maintenant préférées par les producteurs commerciaux dans de nombreuses régions du monde. Elles peuvent se conserver deux mois au réfrigérateur et dix mois en atmosphère contrôlée.
En 1988, le cultivar a reçu le prix du fruit exceptionnel de l'American Society for Horticultural Science.
En 2008, c'est l'un des quinze cultivars de pommes les plus populaires aux États-Unis selon l'US Apple Association.
En 2020, c'est la pomme la plus produite en Belgique où elle est utilisée dans la fabrication de cidre (Stella Cidre). La variété est reconnue pour avoir sauvé l'industrie fruitière européenne.
| 60-65mm | 65-70mm | 70-75mm | 75-80mm | 80-85mm | 85-90mm | 90-95mm |
| ------- | ------- | ------- | ------- | ------- | ------- | ------- |
| 5 %     | 10 %    | 20 %    | 34 %    | 25 %    | 5 %     | 1 %     |

## Utilisation
Elle est consommée crue en fruit de table, cuite (tartes, etc.), on l'emploie souvent pour le crumble aux pommes (apple crisp) une confection d'avoine, de cassonade, de cannelle, de pommes, et de beurre cuit au four et servi avec de la glace à la vanille.

## Pollinisation
- Pollinisation : Jonagold est une variété triploïde. Elle a donc besoin d'un second type de pommier pour être fécondée et se trouve incapable de fournir du pollen valable pour d'autres arbres.
- Groupe de floraison: D (tardive).
- S-génotype: S2S3S9.
- Pollinisateurs : Rajka, Ingrid Marie, James Grieve, McIntosh, Idared, Red Delicious, Cloche, Cox Orange, Reine des Reinettes, Spartan.

Cette variété est peu fertilisée par Elstar, Melrose, Topaz, ... qui ont une allèle du S-génotype commune ; incompatible avec Golden Delicious, La Paix, Rewena, Kent et Florina qui ont deux allèles du S-génotype en commun.

## Culture
De croissance vigoureuse, l'arbre nécessite toutefois des rabattements périodiques sur bourgeons axillaires pour relancer la vigueur de croissance.
La maturité s'étale de mi-août à octobre suivant les porte-greffes, les lieux et les conditions climatiques (ce pommier craint les climats chauds).

### Susceptibilités aux maladies
- Tavelure : élevée[12].
- Oïdium : faible.
- Rouille : élevée.
- Feu bactérien : élevée.

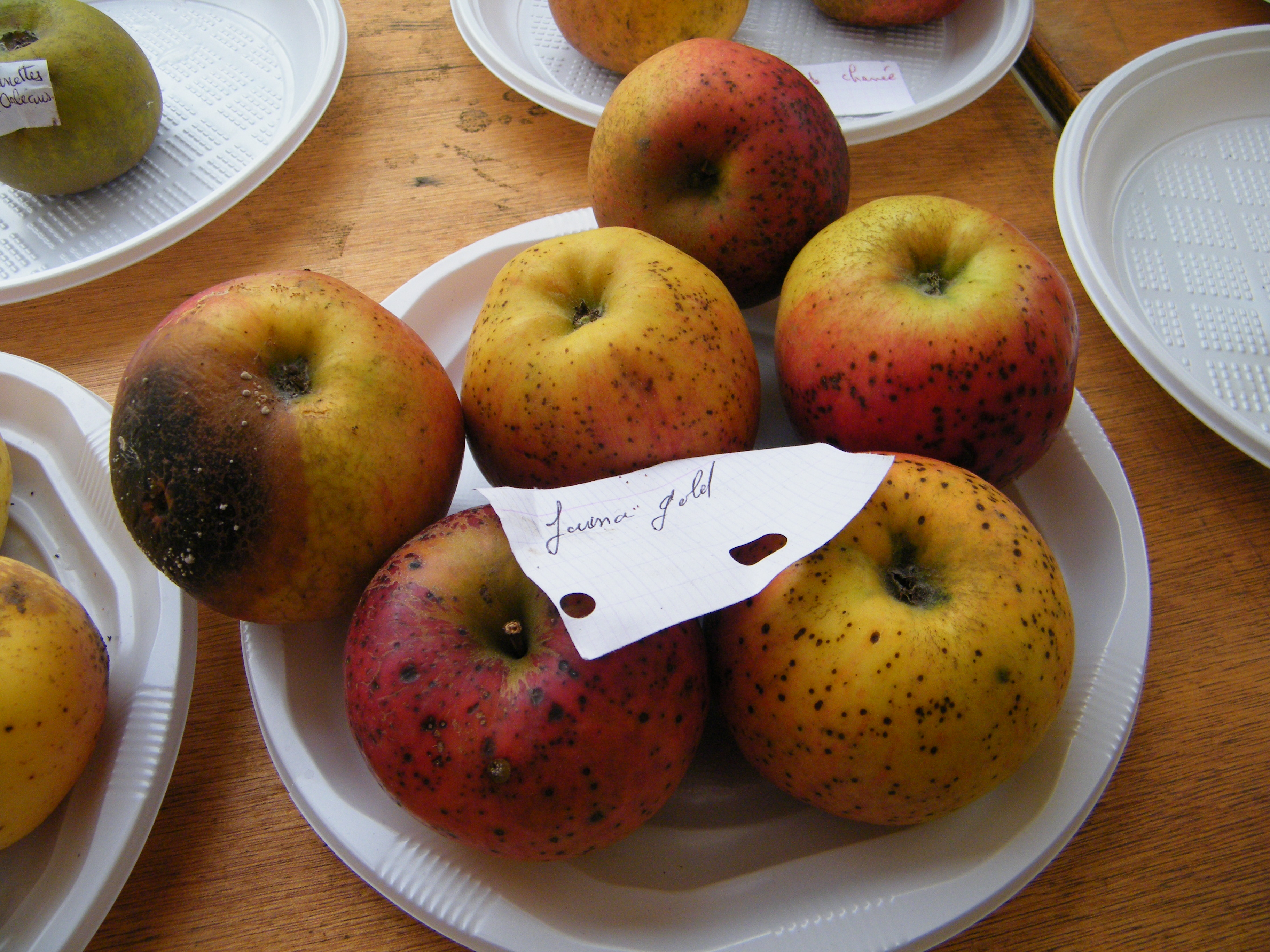
Fruits obtenus sans traitement.

Sa susceptibilité aux maladies en fait une pomme pour l'agriculture et non pas pour les petits jardins familiaux où les traitements ne sont pas intensifs et systématiques.

## Production
La Belgique, où cette variété est cultivée depuis le début des années 1980, est le principal producteur européen de Jonagold,. Ce cultivar figure dans le classement des quinze variétés les plus cultivées aux États-Unis.